# Gliese 163
Gliese 163 (GJ 163) es una estrella de magnitud aparente +11,81 situada en la constelación de Dorado.
Posee tres planetas extrasolares, descubiertos en 2013.

## Características
Gliese 163 es una enana roja de tipo espectral M3.5.
Tiene una temperatura efectiva de 3247 ± 66 K y su luminosidad bolométrica —en todo el espectro electromagnético— corresponde al 2% de la luminosidad solar.
Su radio equivale al 46% del radio solar y su masa a 0,4 masas solares.
Posee un contenido metálico ligeramente inferior al del Sol ([M/H] = -0,08) y su edad aproximada es de 3000 millones de años.
Se encuentra a 48,9 años luz de distancia del sistema solar y la estrella conocida más cercana a ella, a 4,1 años luz, es la también enana roja GJ 3279.

## Sistema planetario
Desde 2013 se conoce la existencia de tres planetas en órbita alrededor de Gliese 163.
El más interno, Gliese 163 b, tiene una masa 113 veces mayor que la masa terrestre y se mueve a 0,06 UA de la estrella.
Gliese 163 c, es un planeta de tipo «supertierra» situado en la zona habitable de la estrella, lo que permite la presencia de agua líquida.
Es candidato para albergar vida, ya que la temperatura en su superficie podría ser de unos 60 °C.
Si bien esa temperatura es demasiado elevada para organismos complejos, es probable que sea apta para la vida de microorganismos.
| Acompañante (En orden desde la estrella) | Masa (MJ)          | Período orbital (días) | Semieje mayor (UA) | Excentricidad |
| ---------------------------------------- | ------------------ | ---------------------- | ------------------ | ------------- |
| Gliese 163 b                             | > 0,354 ± 0,0019   | 8,63 ± 0,00116         | 0,06067 ± 0,0001   | 0,0106 ± 0,05 |
| Gliese 163 c                             | > 0,226 ± 0.0028   | 25,631 ± 0,0235        | 0,12536 ± 0,0001   | 0,094 ± 86}   |
| Gliese 163 d                             | > 0,06945 ± 0,0092 | 600,895 ± 7,56         | 1,02689 ± 0,0086   | 0,399 ± 0,077 |